# Shintarō Ishihara
Shintarō Ishihara (石原 慎太郎, Ishihara Shintarō) (30 de setembro de 1932 — Ota, 1 de fevereiro de 2022) foi um escritor e político japonês. Ele foi governador de Tóquio entre 1999 e 2012.

## Biografia
Foi governador de Tóquio de 1999 a 2012. um dos nacionalistas mais proeminentes na política japonesa moderna. Um ultranacionalista, ele era famoso por seus comentários racistas, visões xenófobas e ódio de chineses e coreanos.
Também crítico das relações entre o Japão e os Estados Unidos, sua carreira artística incluiu um romance premiado, best-sellers e trabalhos também em teatro, cinema e jornalismo. Seu livro de 1989, The Japan That Can Say No, em co-autoria com o presidente da Sony, Akio Morita (lançado em 1991 em inglês), conclamou os compatriotas dos autores a enfrentar os Estados Unidos.
Após um início de carreira como escritor e diretor de cinema, Ishihara serviu na Câmara dos Conselheiros de 1968 a 1972, na Câmara dos Representantes de 1972 a 1995 e como governador de Tóquio de 1999 a 2012. Ele buscou a reeleição sem sucesso nas eleições gerais de novembro de 2014, e deixou oficialmente a política no mês seguinte.

## Livros escritos por Ishihara
- Taiyō no kisetsu (太陽の季節), Temporada do Sol, 1956: Prêmio Akutagawa, Prêmio de Melhor Novo Autor do Ano.
- Kurutta kajitsu (狂った果実), Fruta Enlouquecida, 1956.
- Kanzen Na Yuugi (完全な遊戯), O Jogo Perfeito, 1956.
- Umi no chizu (海の地図), Mapa do mar, 1958.
- Seinen no ki (青年の樹), Árvore da juventude.
- Gesshoku (月蝕), Eclipse lunar, 1959.
- Nanbei ōdan ichi man kiro (南米横断1万キロ), 10 mil quilômetros de automobilismo pela América do Sul
- Seishun to wa nanda (青春とはなんだ), O que significa juventude?.
- Ōinaru umi e (大いなる海へ), Para o grande mar, 1965.
- Kaeranu umi (還らぬ海), Unretreating Sea 1966.
- Suparuta kyōiku (スパルタ教育) Educação espartana 1969．
- Kaseki no mori (化石の森), floresta petrificada, 1970: Prêmio Ministro da Educação
- Shintarō no seiji chousho (慎太郎の政治調書), registro político de Shintaro 1970．
- Shintarō no daini seiji chousho (慎太郎の第二政治調書), segundo recorde político de Shintaro 1971．
- Shin Wakan rōeishū (新和漢朗詠集), New Wakan rōeishū (coleção de poemas japoneses e chineses) 1973．
- Yabanjin no daigaku (野蛮人の大学), Universidade dos bárbaros.
- Boukoku -Nihon no totsuzenshi (亡国 -日本の突然死), A ruína de uma nação -A morte súbita do Japão 1982．
- 'Nō' to ieru Nihon (「NO」と言える日本), The Japan That Can Say No (em colaboração com Akio Morita), 1989.
- Soredemo 'Nō' para ieru Nihon. Nichibeikan no konponmondai (それでも「NO」と言える日本 ―日米間の根本問題―) The Japan That Still Can Say No. Principal problema das relações Japão-EUA (em colaboração com Shōichi Watanabe e Kazuhisa Ogawa), 1990.
- Waga jinsei no toki no toki (わが人生の時の時), O momento sublime da minha vida, 1990.
- Danko 'Não' para ieru Nihon (断固「NO」と言える日本) O Japão que pode fortemente dizer não (em colaboração com Jun Etō) 1991．
- Mishima Yukio no nisshoku (三島由紀夫の日蝕), O eclipse de Yukio Mishima 1991．
- 'Não' para ieru Asia (「NO」と言えるアジア)，The Asia That Can Say NO (em colaboração com Mahathir bin Mohamad)
- Kaze ni tsuite no kioku (風についての記憶), Minha memória sobre o vento, 1994.
- Otōto (弟), irmão mais novo, 1996: Prêmio Especial Mainichibungakusho.
- 'Chichi' nakushite kuni tatazu ("父"なくして国立たず), Nenhum país pode ficar sem "pai", 1997.
- Sensen fukoku 'Nō' to ieru Nihon keizai -Amerika no kin'yū dorei kara no kaihō- (宣戦布告「NO」と言える日本経済 ―アメリカの金融奴隷からの解放隷からのカの金融奴隷からの―), Declaração de Guerra do Japão Diga não - Libertação da escravidão financeira da América, 1998.
- Hokekyō o ikiru (法華経を生きる), Viver o Sutra de Lótus, 1998.
- Seisan (聖餐), Eucaristia, 1999.
- Kokka naru gen'ei (国家なる幻影), Uma ilusão chamada nação, 1999.
- Amerika shinkō wo suteyo 2001 nen kara no nihon senryaku (「アメリカ信仰」を捨てよ ―2001年からの日本戦略)，Pare de adorar a estratégia América-Japão de 2001, 2000．
- Boku wa kekkon shinai (僕は結婚しない) Eu não vou me casar, 2001.
- Ima 'Tamashii' no kyōiku (いま「魂」の教育), Agora, educação 'espírito', 2001.
- Ei'en nare, nihon -moto sōri to tochiji no katariai (永遠なれ、日本 -元総理と都知事の語り合い)，Japan Forever - Uma conversa entre o ex-premier e o governador de Tóquio (em colaboração com Yasuhiro Nakasone ), 2001．
- Oite koso jinsei (老いてこそ人生)， Envelhecer é a vida, 2002.
- Oi no shima (火の島)，Ilha de fogo, 2008．
- Watashi no suki na nihonjin (私の好きな日本人)，Meus japoneses favoritos, 2008．
- Saisei (再生)，Recuperação, 2010．
- Shin Darakuron -Gayoku to tenbatsu (新・堕落論-我欲と天罰)，Novo "On Decadance" - Ganância e punição divina，2011